# Halowe Mistrzostwa Europy w Lekkoatletyce 1981 – skok wzwyż kobiet
Skok wzwyż kobiet – jedna z konkurencji technicznych rozgrywanych podczas halowych lekkoatletycznych mistrzostw Europy w Palais des Sports w Grenoble. Rozegrano od razu finał 22 lutego 1981. Zwyciężyła reprezentantka Włoch Sara Simeoni, która tym samym obroniła tytuł zdobyty na poprzednich mistrzostwach.

## Rezultaty

### Finał
Rozegrano od razu finał, w którym wzięło udział 13 zawodniczek.

Opracowano na podstawie materiału źródłowego.
| Miejsce | Zawodniczka        | Wynik | Uwagi |
| ------- | ------------------ | ----- | ----- |
| 1       | Sara Simeoni       | 1,97  | CR    |
| 2       | Elżbieta Krawczuk  | 1,94  |       |
| 3       | Urszula Kielan     | 1,94  |       |
| 4       | Ulrike Meyfarth    | 1,88  |       |
| 5       | Jasmin Fischer     | 1,88  |       |
| 6       | Emese Béla         | 1,85  |       |
| 7       | Susanne Lorentzon  | 1,85  |       |
| 8       | Donatella Bulfoni  | 1,85  |       |
| 9       | Marina Sierkowa    | 1,85  |       |
| 10      | Marjette Overwater | 1,80  |       |
| 11      | Sandra Dini        | 1,80  |       |
| 11      | Gaby Meier         | 1,80  |       |
| 13      | Lidija Benedetič   | 1,75  |       |